# Angfeldhütte
Die Angfeldhütte ist eine Schutzhütte der Sektion Sulzbach-Rosenberg des Deutschen Alpenvereins (DAV). Sie liegt im Oberpfälzer Jura in Deutschland. Es handelt sich um eine Selbstversorgerhütte ohne Bewirtschaftung.

## Geschichte
Die Sektion Sulzbach-Rosenberg wurde am 13. März 1912 in Sulzbach-Rosenberg gegründet. Der Anschluss an den Deutschen und Österreichischen Alpenverein erfolgte am 1. Juni 1912. Am 19. Oktober 1949 wurde der Kauf einer Hütte auf dem Hirtenberg bei Angfeld beschlossen. Nach einem einjährigen Umbau und Erweiterungsmaßnahmen konnte die Hütte nach einer kleinen Feier im April 1978 wieder eröffnet werden. Eine Sportkletterwand wurde im Januar 2000 im Sportzentrum des TV 1863 Sulzbach eingeweiht. Im Februar 2000 waren wieder umfangreiche Baumaßnahmen an der Angfeldhütte notwendig, sie dauerten bis zum 7. Juli 2001. Auch hier fand wieder eine Einweihungsfeier mit vielen Ehrengästen und Mitgliedern statt.

## Lage
Die Angfeldhütte liegt auf einer Höhe von 500 m ü. NHN im Oberpfälzer Jura, auf dem Hirtenberg bei Angfeld.

## Zustieg
- Es existiert ein Parkplatz vor der Hütte.[3]

## Nachbarhütten
- Falkenberghaus der Sektion Erlangen.
- Röthenbacher Hütte der Sektion Röthenbach.[4]

## Tourenmöglichkeiten
- Fünf-Flüsse – Birglandtour (Beginn Sulzbach-Rosenberg), 45,9 km, Gehzeit 3,5 Std.[5]

## Klettermöglichkeiten
- Illschwanger Pfeiler, Höhe 16 m. Die Kletteranlage verfügt über 4 Routen, bis zum 6.- Schwierigkeitsgrad.[6]

## Karten
- Fritsch Karten, Nr. 73, Naturpark Hessenreuther und Manteler Wald mit Parkstein, Amberger Waldland, Sulzbacher Bergland. ISBN 978-3861160731.